# SVCD
SVCD er forkortelse for SuperVideoCD, der er et video format der er en standard for at lægge video på en 
CD-skive, der blev udviklet i Kina som et billigt modstykke til DVD.
Formatet er en videreudvikling af VCD og giver bedre billedkvalitet end denne. Der kan ligge ca. 35-60 minutters video på en SVCD, så en spillefilm må deles op i 2-3 CD'er. Formatet er mest brugt i fjernøsten, men bruges også til piratkopierede film distribueret over internet.
En SVCD kan afspilles i de fleste stationære DVD afspillere.